# Ланбер
Ланбе́р (фр. Lannebert, брет. Lannebeur) — коммуна во Франции, находится в регионе Бретань. Департамент — Кот-д’Армор. Входит в состав кантона Плуа. Округ коммуны — Генган.
Код INSEE коммуны — 22112.

## География
Коммуна расположена приблизительно в 400 км к западу от Парижа, в 115 км северо-западнее Ренна, в 24 км к северо-западу от Сен-Бриё.

## Население
Население коммуны на 2016 год составляло 449 человек.
| 1962 | 1968 | 1975 | 1982 | 1990 | 1999 | 2008 | 2016 |
| ---- | ---- | ---- | ---- | ---- | ---- | ---- | ---- |
| 289  | 342  | 339  | 381  | 353  | 354  | 405  | 449  |

## Экономика
В 2007 году среди 240 человек в трудоспособном возрасте (15—64 лет) 155 были экономически активными, 85 — неактивными (показатель активности — 64,6 %, в 1999 году было 62,7 %). Из 155 активных работали 140 человек (77 мужчин и 63 женщины), безработных было 15 (5 мужчин и 10 женщин). Среди 85 неактивных 14 человек были учениками или студентами, 42 — пенсионерами, 29 были неактивными по другим причинам.

## Достопримечательности
- Часовня Нотр-Дам (XVIII век). Исторический памятник с 1963 года[3]
- Крест на кладбище (XVII век). Исторический памятник с 1925 года[4]

## Фотогалерея

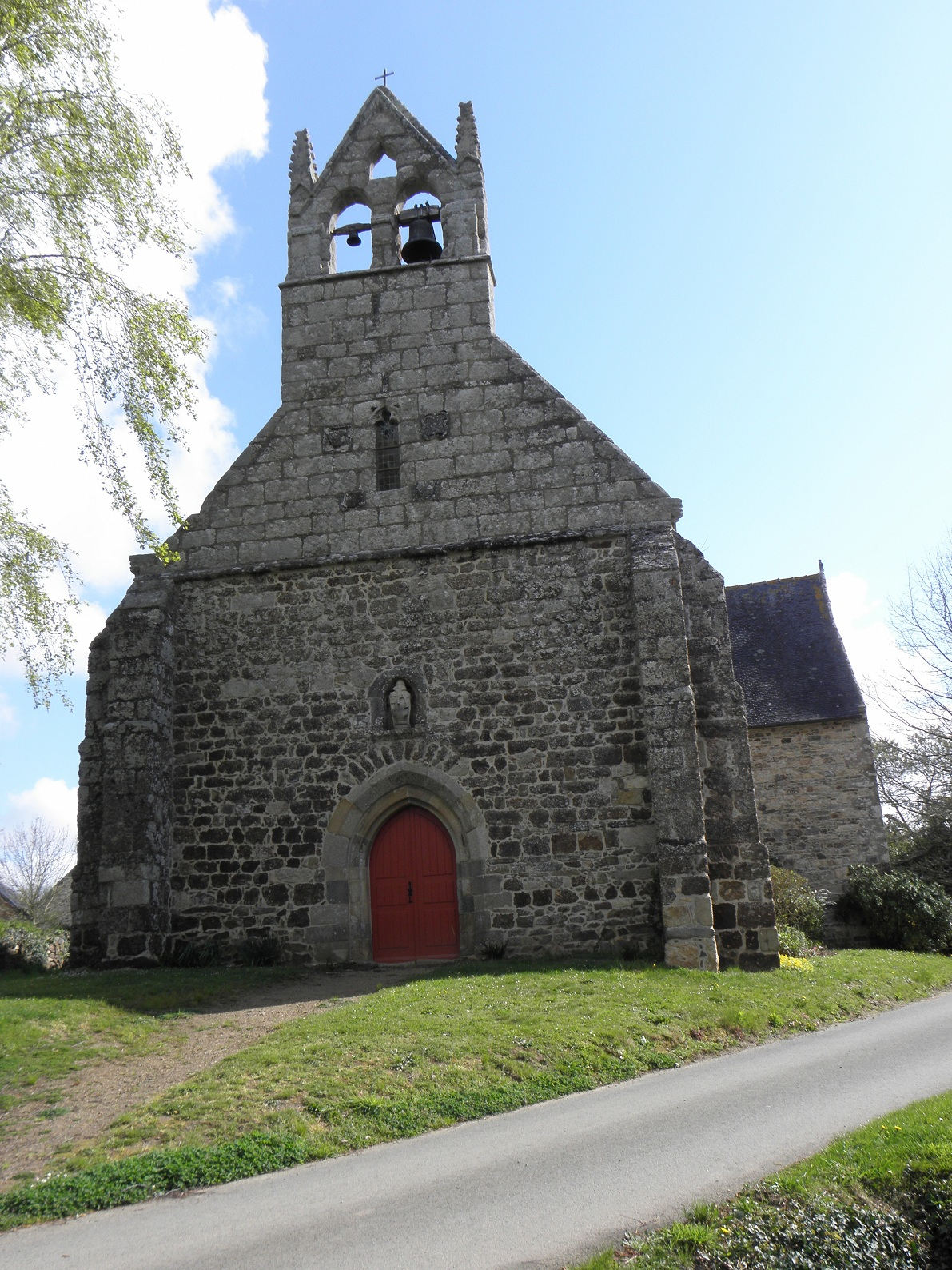
Часовня Нотр-Дам
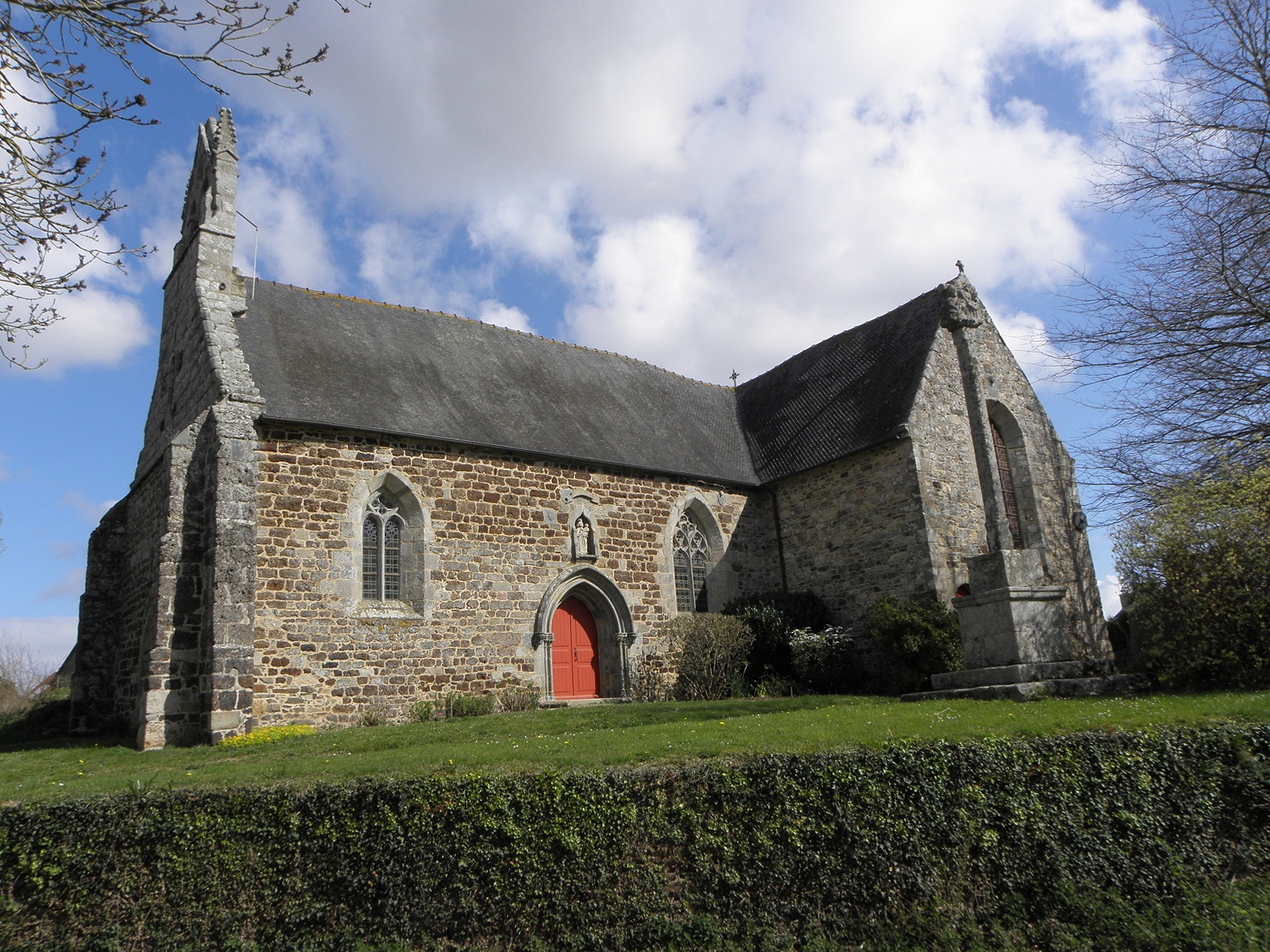
Часовня Нотр-Дам
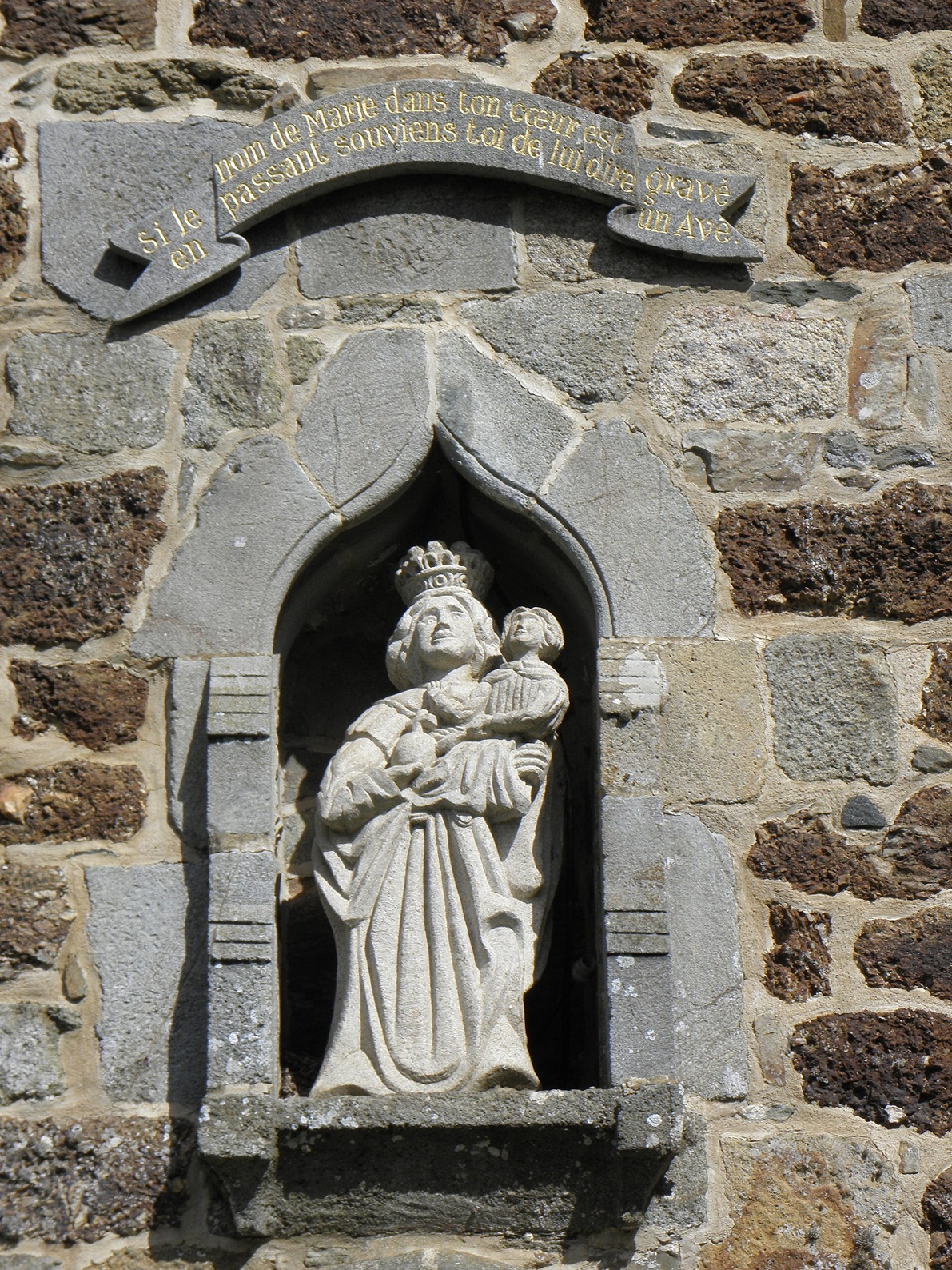
Статуя «Богоматерь с младенцем»
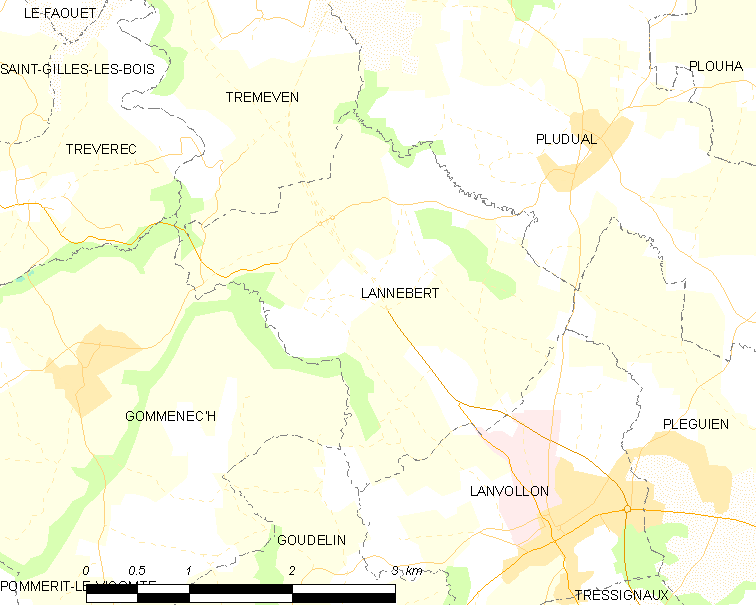
Карта коммуны